# Atanasio-Girardot-Brücke
Die Atanasio-Girardot-Brücke (spanisch Puente Internacional Atanasio Girardot, früher Tienditas-Brücke [spanisch Puente Internacional Las Tienditas] genannt) ist eine mehrspurige Straßenbrücke, die zwischen der kolumbianischen Stadt Cúcuta im Departamento Norte de Santander und dem venezolanischen Ort Tienditas im Bundesstaat Táchira den Grenzfluss Río Táchira überquert. Die Nationalstraßenverbindung über die 280 Meter lange Brücke gilt als Hauptverbindung zwischen den beiden Nachbarstaaten sowie deren rund 1400 Kilometer voneinander entfernten Hauptstädten Bogotá und Caracas. Der Grenzübergang zwischen Venezuela und Kolumbien befindet sich westlich der Brücke auf kolumbianischem Gebiet.
Das 35 Millionen US-Dollar teure Bauwerk steht etwa sieben Kilometer nördlich der Brücken Puente Internacional Simón Bolívar und fünf Kilometer südlich der Puente Francisco de Paula Santander. Diese beiden kleineren Brücken sollten – nach 40 Jahren Planung – durch den Neubau entlastet werden.
Nachdem die Brücke 2019 Schauplatz des Konflikts zwischen Kolumbien und Venezuela war, wurde sie am 1. Januar 2023 für den Grenzverkehr geöffnet.

## Bauwerk
Die Brücke besteht aus drei parallelen Spannbeton-Balkenbrücken auf jeweils zwei Pfeilern: zwei dreispurigen Brücken für die beiden Fahrtrichtungen und eine etwa zehn Meter breite Fußgänger- und Fahrradbrücke. Die drei Brücken wurden gleichzeitig im Freivorbau von ihren insgesamt sechs Pfeilern aus betoniert. Im Januar 2014 begannen die Unternehmen Pilperca aus Venezuela und Conconcreto aus Kolumbien mit den Bauarbeiten.

## Geschichte
Im Februar 2016 wurde die Brücke fertiggestellt. Wegen der seit 2015 zunehmenden Spannungen zwischen beiden Ländern hatte zunächst keine Seite Interesse daran, die noch fehlenden Installationen in den Zollabfertigungsgebäuden einzurichten. Seit mindestens Mitte 2017 war die Fahrbahn mit Betonblöcken und Zäunen versperrt.

### Hilfsgüterkonflikt an der Tienditas-Brücke 2019
Im Frühjahr 2019 nahmen die Spannungen an der Grenzbrücke zu. Im nahe gelegenen Cúcuta wurden massiv USAID-Hilfslieferungen gesammelt. Lieferungen kamen auch aus Kolumbien selbst und Brasilien. Diese sollten unter der Federführung des selbsternannten Übergangspräsidenten Juan Guaidó über die Tienditas-Brücke für notleidende Menschen nach Venezuela transportiert werden. Um dies zu verhindern, verstärkte das venezolanische Militär die Brückenblockade am 6. Februar 2019 mittels zweier ISO-Container und eines LKW-Tankaufliegers auf den Fahrbahnen. Hinzu kam, dass bereits Ende Januar 2019 die Regierung Maduros Hinweise für eine US-Militärintervention in Venezuela sah und die USAID-Hilfe lediglich als einen Vorwand deutete.
Am 22. Februar 2019 fand auf der Zufahrt der kolumbianischen Seite der Brücke ein von Richard Branson unter dem Motto Venezuela Aid Live initiiertes Benefizkonzert statt. Am darauffolgenden Tag sollten die Absperrungen von freiwilligen Helfern mit USAID-Hilfsgütern durchbrochen werden. Dies scheiterte jedoch an einem massiven Sicherheitskräfteaufgebot seitens Venezuela. Auch wurde am 23. Februar auf venezolanischer Seite durch ein Gegenkonzert unter dem Motto „Nichts für den Krieg, Hände weg von Venezuela“ der Grenzdurchgang zusätzlich blockiert.

### Eröffnung 2023
Nach der Wahl des Präsidenten Gustavo Petro in Kolumbien 2022 kam es zur Wiederaufnahme der diplomatischen Beziehungen zwischen Venezuela und Kolumbien. Zum Jahresbeginn 2023 wurde der Grenzübergang wiedereröffnet. Eine kolumbianische Delegation und eine Delegation aus Venezuela trafen sich zur Eröffnungszeremonie an der Brücke. Dabei wurde die Brücke von Tienditas-Brücke in Atanasio-Girardot-Brücke umbenannt.